# جامعة بياويستوك
جامعة بياويستوك، هي أكبر جامعة في منطقة شمال شرق بولندا، وتقدّم التعليم في مجالات دراسية متنوعة تشمل العلوم الإنسانية والاجتماعية والطبيعية والرياضيات. تضم الجامعة تسع كليات، إحداها تقع خارج بولندا في مدينة فيلنيوس (عاصمة ليتوانيا). وقد حصلت أربع من كلياتها على أعلى تصنيف علمي، وهو الفئة "A". تتمتع جامعة بياويستوك بحق منح درجات الدكتوراه في عشرة تخصصات، بالإضافة إلى درجات ما بعد الدكتوراه في تخصصات القانون، والاقتصاد، والكيمياء، وعلم الأحياء، والتاريخ، والفيزياء.
يدرس في الجامعة حاليًا أكثر من 13,000 طالب في 31 برنامجًا دراسيًا، تشمل الدراسات العليا والدكتوراه. ويعمل في الجامعة نحو 800 أكاديمي، من بينهم ما يقارب 200 أستاذ.
تجري الجامعة سنويًا حوالي 60 مشروعًا بحثيًا، ممولة من مصادر محلية وأجنبية، كما تستفيد من الصناديق الهيكلية للاتحاد الأوروبي. ومن بين إنجازاتها البارزة مشاركتها في البرنامجين الإطاريين السادس والسابع للبحث والتطوير التكنولوجي، وبرنامج "هورايزن 2020"، وبرنامج "كومينيوس"، و"أسپيرا"، بالإضافة إلى برنامج DAPHNE III.